# Mitthyridium constrictum
Mitthyridium constrictum är en bladmossart som beskrevs av H. Robinson 1975. Mitthyridium constrictum ingår i släktet Mitthyridium och familjen Calymperaceae. Inga underarter finns listade i Catalogue of Life.